# Дубровник (аеропорт)

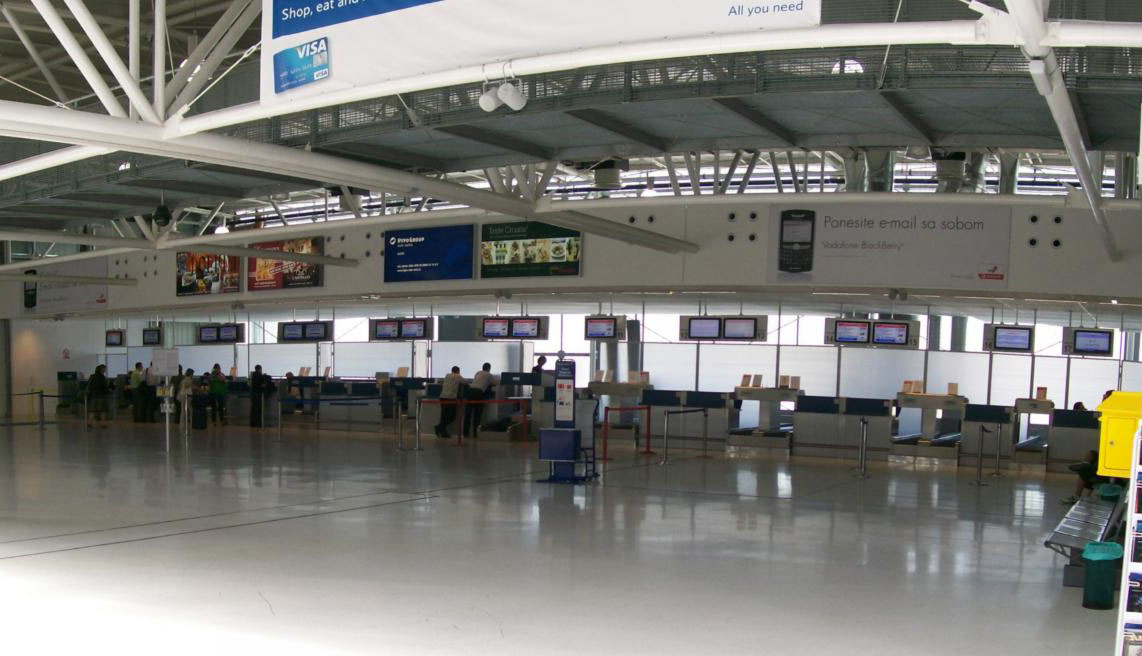
Внутрішній вид існуючого терміналу

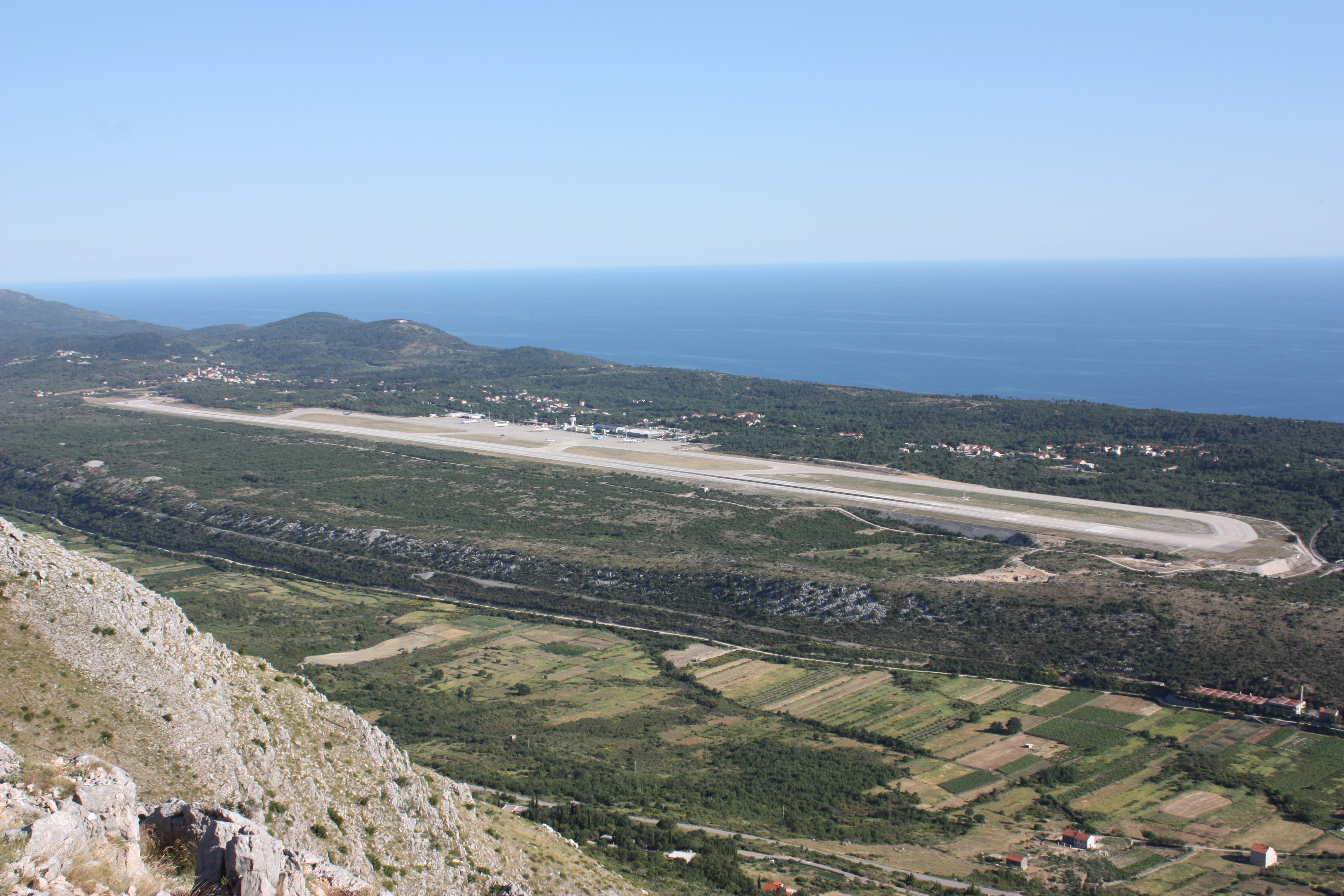
Аеропорт Дубровника. Злітно-посадкова смуга

Дубровник аеропорт, також відомий як Чиліпі аеропорт (хорв. Zračna luka Dubrovnik) (IATA: DBV, ICAO: LDDU) — міжнародний аеропорт Хорватії. Аеропорт знаходиться приблизно за 15,5 км (9,5 миль) від центру міста Дубровник, неподалік від передмістя Чиліпі. Аеропорт є другим за величиною в Хорватії з точки зору кількості пасажирів і з довжини злітно-посадкової смуги.
Пасажиропотік різко збільшується в період курортного сезону в Хорватії.
Аеропорт має одну асфальто-бетонну злітно-посадочною смугу завдовжки 3 300 метрів.
Генеральний директор - Roko Tolić.

## Історія
Аеропорт було побудовано в 1936 році в селі Груда в Конавле. Через початок Другої світової війни роботу аеропорту було призупинено, а в 1960 році аеропорт було перенесено на нинішнє місце, поруч з Чиліпі. Під час югославських війн «аеропорт Дубровник» був повністю зруйнований.
На початку ХХІ сторіччя відбувається реконструкція аеропорту. Кошторисна вартість проекту становить 70 млн Є, фінансується з кредиту Європейського банку реконструкції та розвитку. У травні 2010 року відбулося відкриття нового терміналу площею понад 13700 м², що має пропускну спроможність до 2 млн пасажирів на рік.
Подальше розширення планується завершити в 2019 році. Новий термінал площею 24 181 м² з чотирма телетрапами на 2017 рік знаходиться в стадії будівництва; новий термінал матиме проектну пропускну спроможність 3,5 млн пасажирів. Планується створити велику комерційну зону і побудувати великий чотиризірковий готель. Згідно проекту реконструкції має бути побудована нова злітно-посадкова смуга і перетворення існуючої злітно-посадкової смуги у руліжну доріжку.

## Авіакомпанії і напрямки на січень 2018
| Авіакомпанія                                   | Пункт призначення |
| ---------------------------------------------- | --- |
| Adria Airways                                  | Сезонний: Любляна (відновлення 27 квітня 2018) |
| Aegean Airlines                                | Сезонний: Афіни |
| Aegean Airlines оператор Olympic Air           | Сезонний: Афіни |
| Aer Lingus                                     | Сезонний: Дублін |
| Air Serbia                                     | Сезонний: Белград |
| airBaltic                                      | Сезонний: Рига |
| Alitalia                                       | Сезонний: Рим–Фіумічіно |
| ASL Airlines France                            | Сезонний: Ніцца, Париж–Шарль де Голль |
| ASL Airlines Ireland                           | Сезонний чартер: Дублін |
| Astra Airlines                                 | Сезонний чартер: Салоніки |
| Austrian Airlines                              | Сезонний: Відень |
| British Airways                                | Лондон–Гатвік |
| Brussels Airlines                              | Сезонний: Брюссель |
| CityJet                                        | Сезонний чартер: Дублін |
| Condor                                         | Сезонний: Франкфурт |
| Croatia Airlines                               | Франкфурт, Рим–Фіумічіно, Загреб Сезонний: Амстердам, Афіни, Дюссельдорф, Ніцца, Осієк, Париж–Шарль де Голль, Пула, Спліт, Венеція, Відень, Цюрих |
| easyJet                                        | Сезонний: Амстердам, Белфаст-Міжнародний, Берлін-Шенефельд, Бристоль, Единбург, Лондон–Гатвік, Лондон–Лутон, Лондон-Саутенд (з 28 липня 2018), Лондон-Станстед, Ліон, Манчестер, Мілан–Мальпенса, Неаполь, Париж–Орлі, Тулуза, Венеція (з 26 червня 2018) |
| easyJet Switzerland                            | Сезонний: Базель-Мюлуз-Фрайбург, Женева |
| Edelweiss Air                                  | Сезонний: Цюрих (з 30 березня 2018) |
| Ellinair                                       | Сезонний чартер: Салоніки |
| Enter Air                                      | Сезонний: Катовіце |
| Eurowings                                      | Сезонний: Дюссельдорф |
| Eurowings                                      | Сезонний: Мюнхен |
| Eurowings оператор Germanwings                 | Сезонний: Берлін–Тегель, Кельн/Бонн, Дюссельдорф, Ганновер, Гамбург, Штутгарт |
| Flybe оператор Stobart Air                     | Сезонний: Лондон–Саутенд |
| flydubai                                       | Дубай (з 10 квітня 2018) |
| Germania                                       | Сезонний: Тулуза |
| Iberia                                         | Сезонний: Мадрид |
| Jet2.com                                       | Сезонний: Белфаст-Міжнародний, Бірмінгем (з 26 травня 2018), Східний Мідландс, Единбург, Глазго, Лідс/Брадфорд, Лондон–Станстед, Манчестер, Ньюкасл |
| LOT Polish Airlines                            | Варшава-Шопен |
| Lufthansa                                      | Сезонний: Франкфурт, Мюнхен |
| Lufthansa Regional оператор Lufthansa CityLine | Сезонний: Мюнхен |
| Luxair                                         | Сезонний: Люксембург |
| Norwegian Air Shuttle                          | Сезонний: Барселона, Берген, Копенгаген, Гельсінкі, Лондон–Гатвік, Мадрид, Осло–Гардермуен, Ставангер, Стокгольм–Арланда, Тронгейм |
| Primera Air                                    | Сезонний: Гетеборг, Стокгольм–Арланда |
| S7 Airlines                                    | Сезонний: Москва–Домодєдово |
| Scandinavian Airlines                          | Сезонний: Берген, Копенгаген, Осло–Гардермуен, Стокгольм–Арланда |
| SmartWings оператор Travel Service Airlines    | Сезонний: Прага |
| SunExpress Deutschland                         | Сезонний: Лейпциг/Галле |
| Thomas Cook Airlines                           | Сезонний: Манчестер (з 13 травня 2018) |
| Trade Air оператор AIS Airlines                | Сезонний: Рієка, Спліт |
| Transavia                                      | Сезонний: Роттердам (з 5 квітня 2018) |
| Transavia France                               | Сезонний: Париж–Орлі |
| Travel Service Airlines                        | Сезонний: Лісабон |
| TUI Airways                                    | Сезонний: Бірмінгем, Бристоль, Донкастер, Східний Мідландс (з 3 травня 2018), Лондон–Гатвік, Глазго, Манчестер, Ньюкасл |
| TUIfly Belgium                                 | Сезонний: Брюссель, Нант (з 24 травня 2018) |
| Turkish Airlines                               | Стамбул–Ататюрк |
| VLM Airlines Slovenia                          | Сезонний: Марибор |
| Volotea                                        | Сезонний: Барі (з 27 червня 2018), Бергамо (з 28 травня 2018), Бордо, Марсель, Нант, Страсбург, Венеція |
| Vueling                                        | Рим–Фіумічіно Сезонний: Барселона |
| Wings of Lebanon                               | Сезонний чартер: Бейрут |

## Статистика
| Рік  | Пасажирообіг | Зміна % пасажирообігу | Авіатрафік | Зміна% авіатрафіку | Вантажообіг (тонн) | Зміна % вантажообігу |
| ---- | ------------ | --------------------- | ---------- | ------------------ | ------------------ | -------------------- |
| 1987 | 1,460,354    | 20.52▲                | 15,606     | 2.55▲              | 2,490              | 0.53▲                |
|      |              |                       |            |                    |                    |                      |
| 2000 | 395,458      | 81.34▲                | 6,762      | 32.27▲             | 680                | 16.44▲               |
| 2001 | 461,322      | 16.66▲                | 6,739      | 0.34▼              | 646                | 5.00▼                |
| 2002 | 507,459      | 10.00▲                | 7,711      | 14.42▲             | 657                | 1.70▲                |
| 2003 | 716,592      | 41.21▲                | 10,204     | 32.33▲             | 592                | 9.89▼                |
| 2004 | 880,967      | 22.94▲                | 12,277     | 20.32▲             | 822                | 38.85▲               |
| 2005 | 1,008,240    | 14.45▲                | 14,365     | 17.01▲             | 677                | 17.64▼               |
| 2006 | 1,120,453    | 11.13▲                | 14,855     | 3.41▲              | 741                | 9.45▲                |
| 2007 | 1,144,038    | 2.10▲                 | 15,047     | 1.29▲              | 847                | 14.30▲               |
| 2008 | 1,191,474    | 4.15▲                 | 14,822     | 1.50▲              | 997                | 17.71▲               |
| 2009 | 1,122,355    | 5.80▼                 | 14,342     | 3.24▼              | 516                | 48.24▼               |
| 2010 | 1,270,062    | 13.16▲                | 15,539     | 8.35▲              | 406                | 21.32▼               |
| 2011 | 1,349,501    | 6.25▲                 | 16,050     | 3.29▲              | 420                | 3.45▲                |
| 2012 | 1,480,470    | 9.70▲                 | 16,216     | 1.03▲              | 357                | 15.00▼               |
| 2013 | 1,522,629    | 2.85▲                 | 16,126     | 0.56▼              | 375                | 5.04▲                |
| 2014 | 1,584,471    | 4.06▲                 | 16,492     | 2.27▲              | 291                | 22.40▼               |
| 2015 | 1,693,934    | 6.91▲                 | 16,852     | 2.18▲              | 256                | 12.03▼               |
| 2016 | 1,993,243    | 17.67▲                | 19,244     | 14.19▲             | 224                | 12.50▼               |
| 2017 | 2,323,065    | 16.5▲                 | n/a        | n/a▲               | n/a                | n/a                  |

## Інциденти та нещасні випадки
1996 Хорватія ВПС США CT-43 аварія: 3 квітня 1996 літак ВПС США СТ-43, на борту з делегацією Міністерства торгівлі, розбився на північ від аеропорту на пагорбі Св. Іоанна. Аварія забрала життя 35 людей, у тому числі Рон Браун (тодішній міністр торгівлі).